# Scheidt (Leichlingen)
Scheidt ist eine Hofschaft in der Stadt Leichlingen (Rheinland) im Rheinisch-Bergischen Kreis.

## Lage und Beschreibung
Scheidt liegt nördlich des Leichlinger Zentrums in dem zur Wupper abfallenden Nordhang der Leichlinger Hochfläche. Der nahe Fluss bildet die Stadtgrenze zu Solingen.
Nachbarorte sind Kradenpuhl, Nesselrath, Altenhof, Kuhle, Bertenrath, Hülstrung, Bennert, Diepenbroich, Oberschmitte und Unterberg diesseits der Wupper und Müllerhof auf der anderen Wupperseite. Auf Solinger Stadtgebiet befinden sich Horn, Gosse, Rupelrath und Hütte. Wüst gefallen ist Büchelshäuschen.

## Geschichte
Die Topographische Aufnahme der Rheinlande von 1824 und die Preußische Uraufnahme von 1844 verzeichnen beide den Ort als Scheid.
1815/16 lebten 57 Einwohner im Ort. 1832 gehörte Scheidt der Bürgermeisterei Leichlingen an. Der laut der Statistik und Topographie des Regierungsbezirks Düsseldorf als Hofstadt kategorisierte Ort besaß zu dieser Zeit zwei Wohnhäuser und zwei landwirtschaftliche Gebäude. Zu dieser Zeit lebten zwölf Einwohner im Ort, allesamt evangelischen Glaubens.
Im Gemeindelexikon für die Provinz Rheinland werden 1885 zwei Wohnhäuser mit sechs Einwohnern angegeben. 1895 besitzt der Ort zwei Wohnhäuser mit neun Einwohnern, 1905 zwei Wohnhäuser und sieben Einwohner.